# بيريتا 93 آر
سلاح بيريتا 93 آر (بالإيطالية: Beretta 93R)‏، مسدس إيطالي من شركة بيريتا الإيطالية لصناعة الأسلحة، أستعملت هذا السلاح عام 1979 حتى توقف عن استخدامها عام 1993م.
صُمم بيريتا 93 آر لاستخدامه من قبل قوات مكافحة الإرهاب الإيطالية التابعة لدائرة عمليات الأمن المركزي، ومجموعة التدخل الخاص، واعتمد أيضًا من قبل قوات الشرطة والجيش الأخرى التي كانت بحاجة إلى سلاح مخفي مع قدرات إطلاق سريعة. المسدس هو تطوير لتصميم بيريتا 92.

## مستخدمون
- الجزائر[3]
- هندوراس[4]
- إيطاليا[1]